# Crau

Ungefähre Eingrenzung der Crau.

Die Crau ist eine Schottersteppe in Südfrankreich, nordöstlich der Camargue. Bis in das letzte Jahrhundert hinein war sie eine von vielen Steinsteppen, die sich an der Mittelmeerküste entlang zogen. Alle entstanden durch Ablagerung von Sedimenten großer Flüsse, wie dem Têt, Lèz, Arc, Gapeau sowie der Durance. Nach der letzten Eiszeit fielen die Schotterflächen trocken und die steppenartigen Landschaften, die Craus, entstanden. Heute ist nach der laufenden Zerstörung dieser Flächen nur noch die Crau d’Arles als große, zusammenhängende Fläche übrig. Ein Großteil des verbliebenen Bereichs erstreckt sich in dem Dreieck zwischen Arles, Salon-de-Provence und Fos-sur-Mer.

## Entstehung
Bis vor circa zwei Millionen Jahren lag das Gebiet der Crau noch unter der Meeresoberfläche des heutigen Mittelmeeres. Die Gegend wurde während dieser Phase mit wasserundurchlässigen, grauen Tonen bedeckt. Nachdem sich das Meer zurückgezogen hatte, mündete die Durance mit einem großen Delta ins Meer, die „Vieille Crau“ entstand durch langsame Aufschüttung von Schotter und Kies, die die Durance aus den Alpen mit sich führte. Durch diese Schotter verbaute sich die Durance den Weg und verlagerte ihren Lauf nach Südosten. Dort vergrößerte der Fluss sein Delta und schüttete, wie zuvor, wieder Schotter und Kies aus silikathaltigen Gesteinen aus den Alpen auf, die „Crau de Luquier“ und „Crau de Miramas“ entstehen (vor 120.000 bzw. 70.000 Jahren). Vor 12.000 Jahren änderte die Durance ein letztes Mal ihren Lauf und fließt, bis heute, in die Rhone. Durch diese „Wanderung“ des Flusses sowie die Aufschüttung von Gesteinsmaterial entstand über einen langen Zeitraum die 600 km² große Crau.

## Ökologie

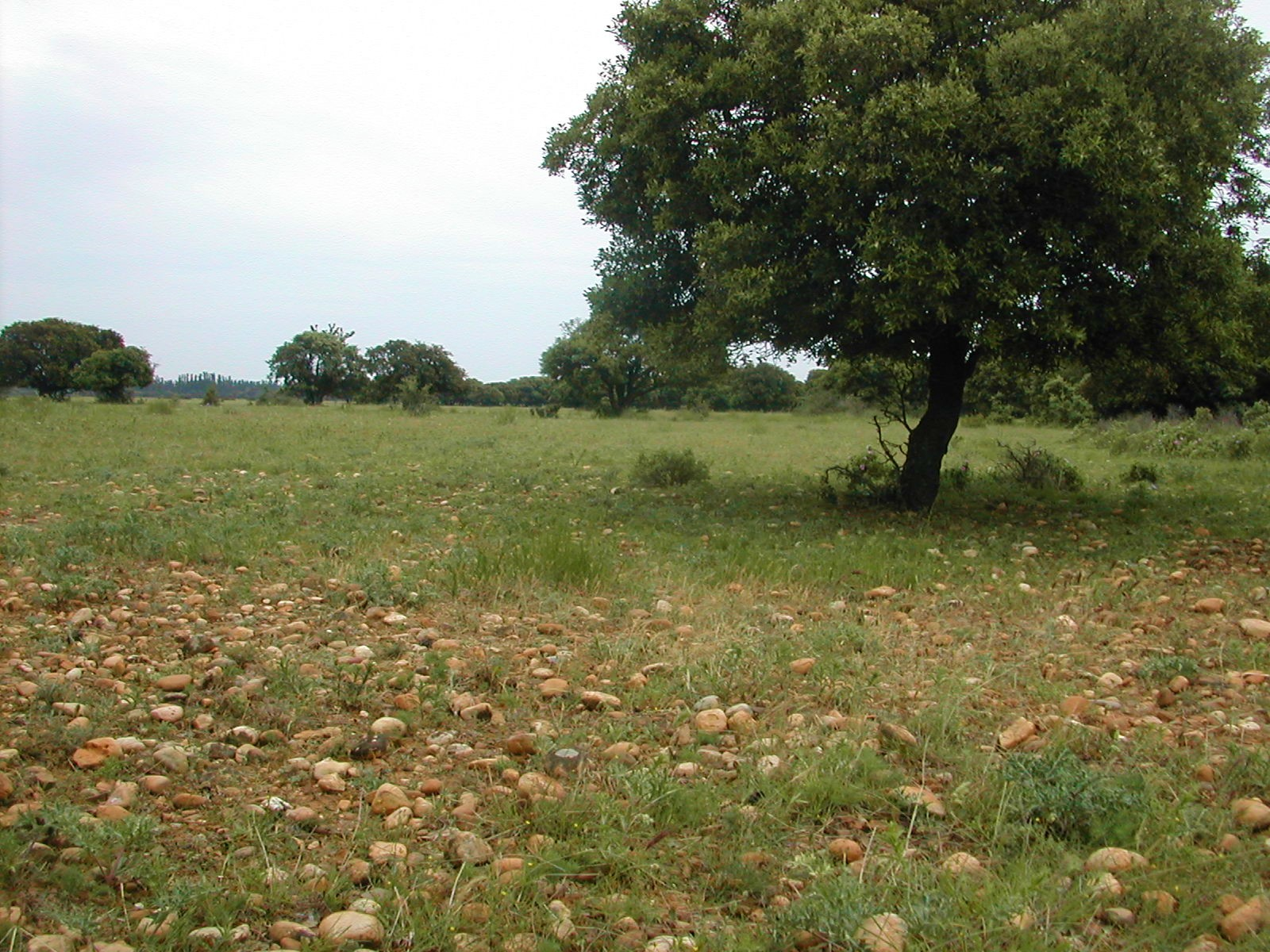
Crau im Frühsommer

Es gibt verschiedene ökologische Einflussfaktoren, die die Crau nachhaltig prägen.

### Wasser
Von Anfang an ist das Wasser ein wichtiger Faktor. Es hat den für die Crau so typischen, sehr wasserdurchlässigen Schotter aufgetragen. Eine Besonderheit in der Crau ist jedoch, dass der Schotter und die Gerölle in 40 bis 60 cm Tiefe durch ein kalkhaltiges Bindemittel ein teilweise meterdickes, betonhartes Konglomerat (taparas oder poudingue) bilden. Diese geologische Besonderheit ist sehr wichtig für den speziellen Wasserhaushalt in der Crau. Es führt dazu, dass das Wasser aus dem Grundwasserreservoir für die Pflanzen und Tiere der Crau nicht erreichbar ist. Durch diese begrenzte Wasserzufuhr ist kaum Baumwuchs möglich, nur dort, wo die Konglomeratschicht natürlich verwittert ist und Löcher entstehen. Durch diese laurons kann dann das Grundwasser an die Oberfläche gelangen. Auch außerhalb der Crau zeigt sich diese geologische Besonderheit. Dort, wo das Taparas aufhört, entstehen stark schüttende Quellen, die im Norden großräumige Versumpfungen verursachen. Dies zeigt sich auch in der Vegetation, die sich schlagartig ändert. Die trockene Crau ist eher steppenartig, die feuchte Crau ist dagegen mit Bäumen und Büschen bewachsen, da dort das Taparas tiefer im Boden liegt und sich mehr Wasser im Boden halten kann.

### Klima
Ein zweiter wichtiger Faktor für die Crau ist das Klima. Die Crau liegt in der mediterranen Klimazone, das bedeutet für diese Landschaft heiße Sommer und milde Winter. Die Temperatur beträgt im Jahresmittel 14–15 °C, teilweise gibt es in der Crau ganzjährig frostfreie Zonen. Eine Besonderheit im Sommer ist, dass die Crau wärmer ist als die sie umgebenden Gebiete, da die Sonne die Steine tagsüber aufheizt. Damit dienen sie als Wärmespeicher und geben die gespeicherte Wärme in der Nacht wieder ab. Dieses besondere Mikroklima ist wichtig für Pflanzen und Tiere sowie für die Landwirtschaft. Trotzdem gibt es wegen der kalten Nordwinde mindestens einen kalten Monat im Jahr, der im Durchschnitt kälter als 7 °C ist.

### Wind
Der Wind ist ebenfalls ein großer Faktor für die Crau. Dominierend ist hier der Mistral. Er entsteht durch Kanalisierungseffekte im Rhonetal und ist ein kühler und trockener Nordwind, der 50–150 km/h schnell werden kann. Er weht bis zu 110 Tage im Jahr und kann Temperaturabfälle von bis zu 10 °C bewirken. Außerdem vertreibt er die Wolken und erhöht dadurch die Zahl der Sonnenstunden (3000 Std./Jahr, im Gegensatz zu Paris mit 1780 Sonnenstunden pro Jahr). Der Mistral prägt auch die Kulturlandschaft, da die Landwirte zum Schutz der Äcker Hecken anpflanzen, die den Wind brechen sollen.

### Niederschlag

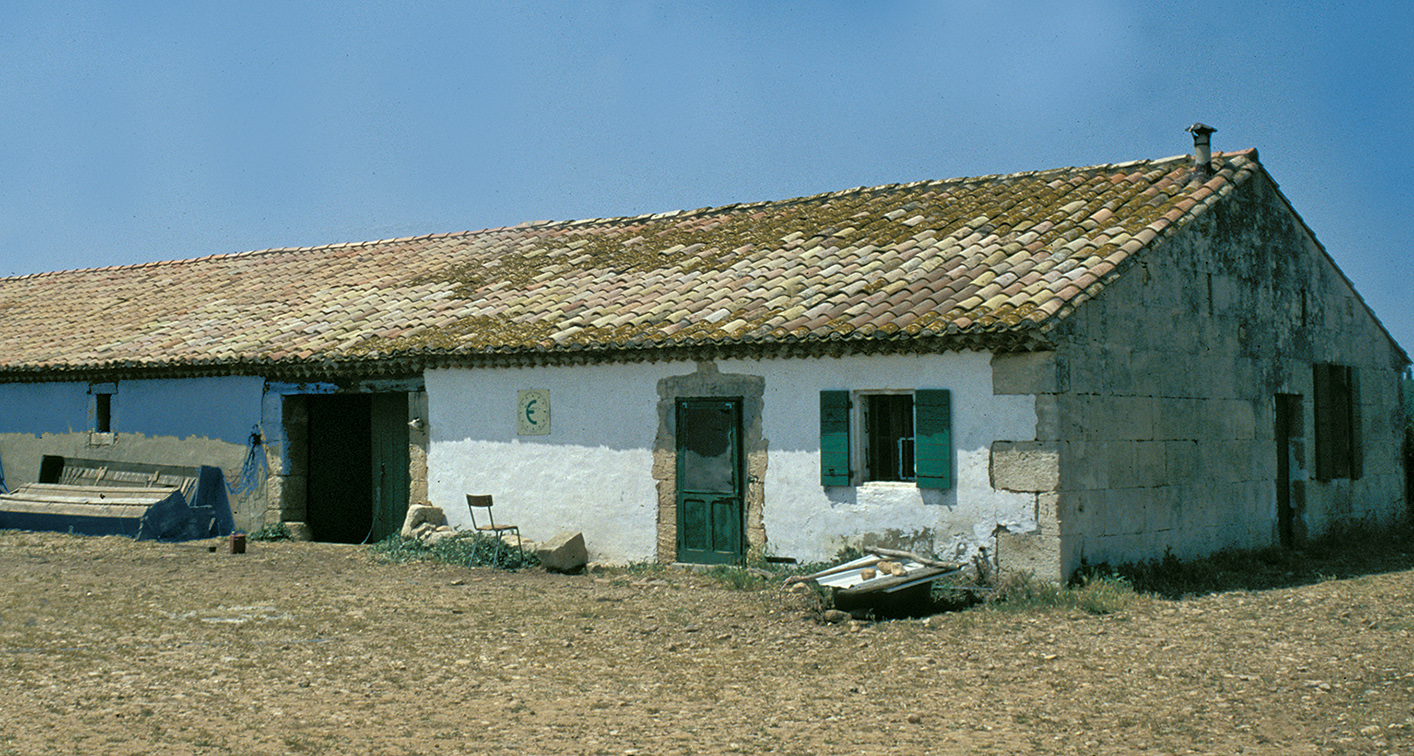
Schafstall Peau de Meau im geschützten Bereich der Crau

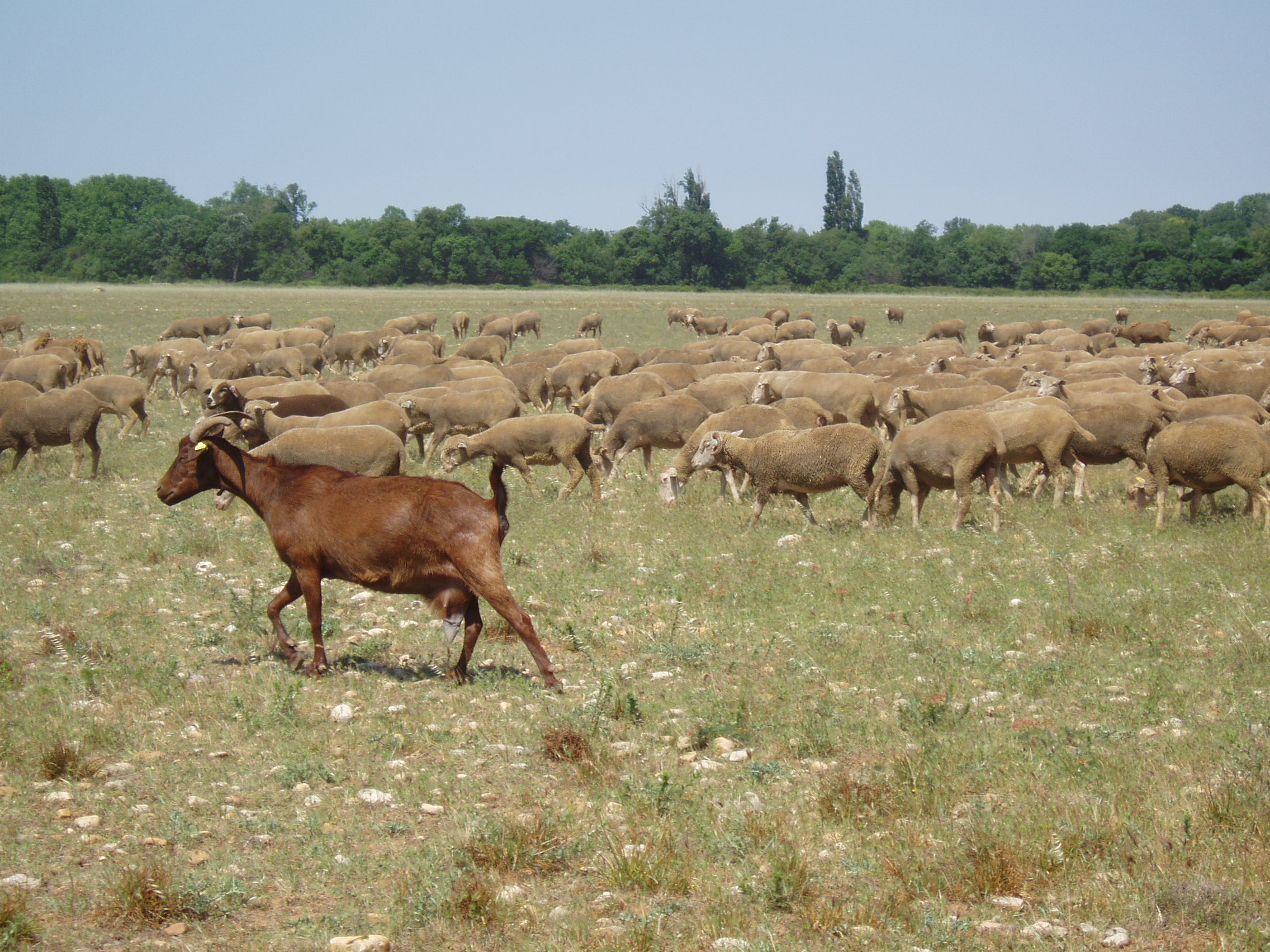
Schafherde in der Crau

Der Niederschlag hat, durch das mangelnde Grundwasser, eine wichtige Rolle in der Crau. Die 500–600 mm Niederschlag im Jahr fallen hauptsächlich im Herbst und im Winter, also außerhalb der Vegetationsperiode. Im Sommer fällt nur geringer Niederschlag und es herrscht eine hohe Verdunstungsrate, die teilweise den Niederschlag übertrifft. Daher sind 3–4 Monate im Jahr arid. Dieser Wassermangel ist ein limitierender Faktor für Tiere, vor allem wenn in manchen Jahren nur 300–400 mm Niederschlag im Jahr fallen.

## Nutzung durch den Menschen

### Schafwirtschaft
Die hauptsächliche Bewirtschaftung der Crau ist die Schafwirtschaft. Die Crau wurde schon frühzeitig durch den Menschen als Schafweide genutzt. Dies begann schon vor 10.000 Jahren und ist durch Knochenfunde belegt. Die Schäfer blieben jedoch in den Randbereichen der Crau, da sie die Steinwüste als bedrohlich empfanden. Deshalb wurde die zentrale Crau bis zum 11. Jahrhundert kaum genutzt. Die Schafhaltung gewann dann immer mehr an Bedeutung, vor allem, nachdem durch Bewässerungen Grünflächen in der Crau entstanden. Da es im Sommer für die Schafe zu heiß ist, wurden sie auf Almen in den Alpen getrieben. Aus diesem Auftrieb entstand der noch heute existierende Schaftrieb zwischen der Crau und den Alpen, die Transhumanz.
Heutzutage ist die Schafhaltung größtenteils aufgegeben, die ehemaligen Schäfer betreiben jetzt Landwirtschaft in der Crau, womit sie deren Zerstörung vorantreiben. Die Beweidung der Crau durch Schafe ist jedoch auch heute noch wichtig, um das Gras in der Steppe kurz zu halten und so den Lebensraum für den Triel zu erhalten. Dort, wo die Schafe nicht oder kaum weiden, wächst das Gras hoch. Dort findet man den Lebensraum der Zwergtrappe.

### Bewässerung
Die Bewässerung der Crau begann 1559 mit dem ersten großen Bewässerungskanal, der von der Durance in die Crau führte. Geplant wurde er vom Ingenieur Adam de Craponne. Wenig später baute man Verlängerungen nach Ost und West. Bis zum 19. Jahrhundert wurde die Ausdehnung der Crau durch die Bewässerung nur sehr langsam vermindert, es waren noch 500 km² der ursprünglich 600 km² Crau vorhanden. Am Ende des 19. Jahrhunderts wurde die heute noch bestehende Compagnie Agricole de la Crau gegründet. Sie hatte zum Ziel, 4000 ha Sümpfe bei Fos-sur-Mer trockenzulegen sowie die Crau mit nährstoffreichem Wasser der Durance fruchtbar zu machen. Aber es stellte sich heraus, dass es zu teuer war, die Crau fächerförmig mit Kanälen zu durchziehen; der Plan wurde verworfen. Die Bewässerung hat Vor- und Nachteile für die Crau. Das Artenspektrum bei den Pflanzen nimmt zu, sie können besser wachsen. Durch den Pflanzenwuchs entstehen neue Lebensräume für andere Tierarten, die somit auch von der Bewässerung profitieren. Außerdem erhöhten die neuen Grünflächen die Rentabilität der Schafzucht.

### Landwirtschaft
Schon 1965 begannen die ersten Versuche mit der intensiven Landwirtschaft. Die Bauern legten große Melonenfelder in der Crau an und bewässerten sie mit nährstoffarmem Grundwasser. Der Boden wurde dadurch ausgewaschen, und die Bauern mussten ihre Felder immer wieder verlagern. Somit sind diese Flächen der natürlichen Crau zerstört, da das Taparas teilweise weggesprengt wurde, um an das Grundwasser zu gelangen. 1970 wurden schon 26.000 ha der bewässerbaren 53.000 ha Fläche bewässert. Seit den frühen 60er Jahren ist die Bewässerung der Crau nicht mehr positiv zu bewerten. Die Schafzüchter werden immer mehr von intensiv wirtschaftenden Obstbauern verdrängt. Durch diese massive Zerstörung waren 1980 nur noch 150 km² von der ursprünglichen Fläche vorhanden. Auch diese Restfläche ist noch gefährdet, da heute statt der Melonen Pfirsiche angebaut werden.
Ein weiteres Problem ist der Trockenfeldbau. Er dient dem Anbau von Futtergetreide für Fleischschafe und ist auf temporäre Anbauflächen beschränkt. Bei dieser Art der Landwirtschaft wird nicht bewässert, aber die Steine werden entfernt und der Boden umgepflügt. Das Mikroklima des Bodens, die Bodenstruktur sowie der Wasserhaushalt werden empfindlich gestört. Der einzige bekannte Trockenfeldbau in der Crau, der ohne große Schäden funktionierte und dazu Lebensraum für Vögel bot, waren Mandelbaumplantagen.

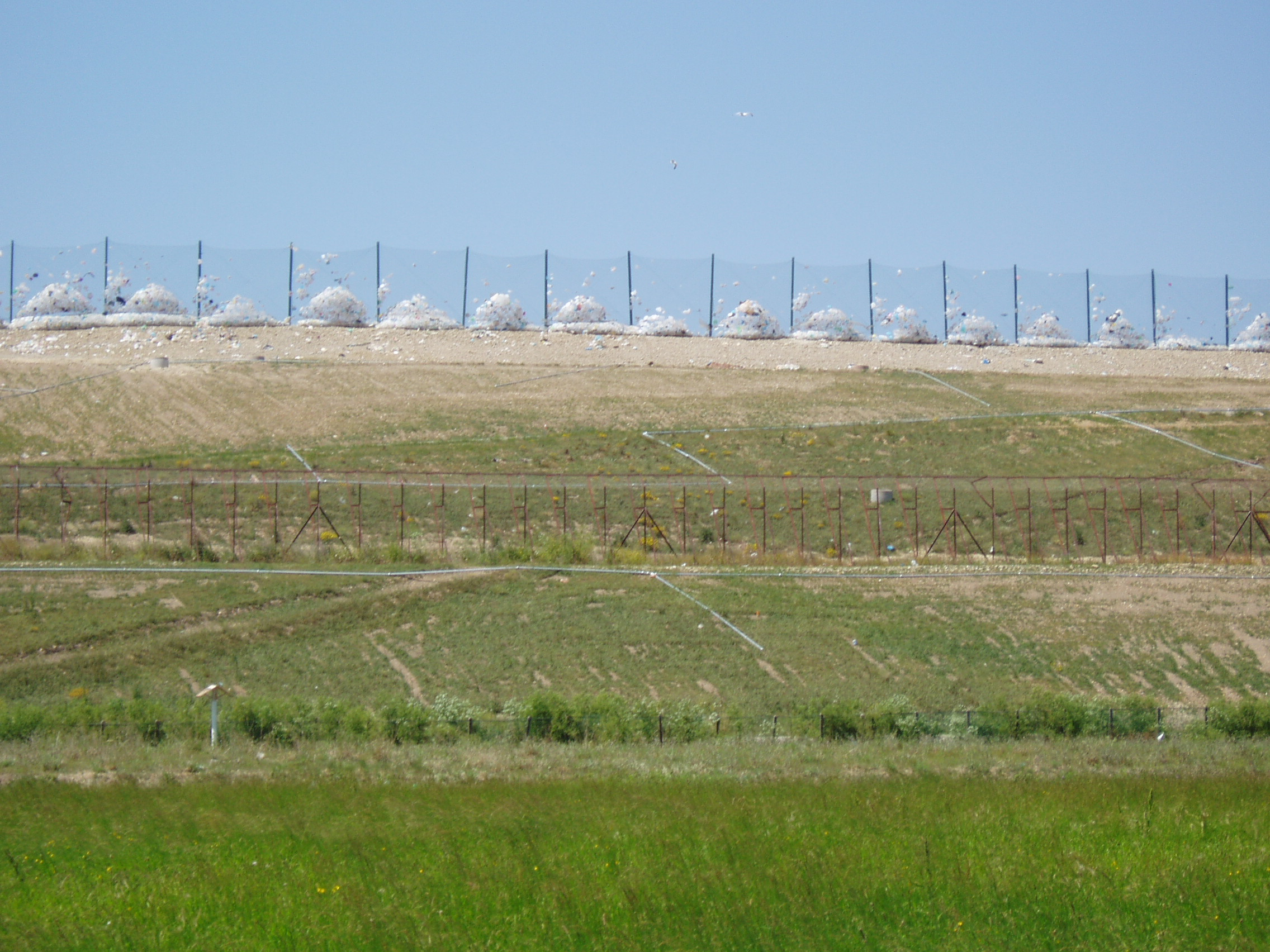
Mülldeponie von Marseille am Rand der Crau mit Fangzäunen, die den verwehten Müll abfangen sollen

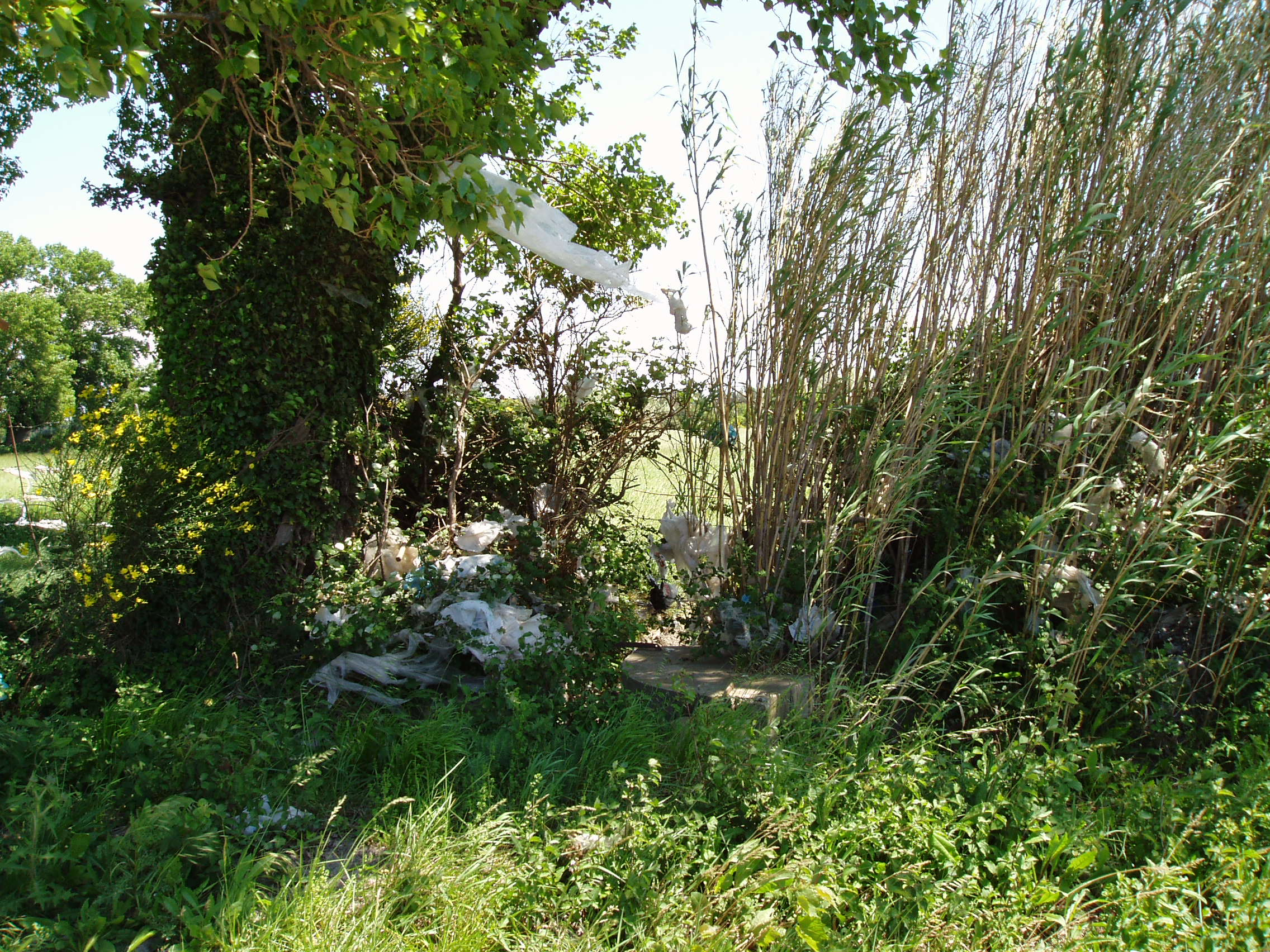
In die Crau verwehter Müll

## Zerstörung der Crau
Es gibt viele unterschiedliche Aspekte, die die Zerstörung der Crau vorantreiben. Neben der Bewässerung und der Landwirtschaft gibt es noch weitere Problemursachen. Schon seit 1915 besteht der seitdem vielfach ausgebaute Militärflugplatz Istres-Le Tubé im Südosten des Gebiets. Direkt im Süden schließt das Industriegebiet von Fos-sur-Mer an die Crau an. Da die Grundstückspreise in der Crau niedrig sind, wurde die Crau lange als Baulandreserve gesehen. 
Ähnlich sieht es mit der Mülldeponie Marseilles aus. Sie liegt mitten in der Crau, da dort das Gelände billig und weit weg von der Stadt ist. Man weiß jedoch nicht, ob die Giftstoffe aus dem Sickerwasser der Deponie in das Grundwasser gelangen. Außerdem wird der Müll durch den Mistral weit in die Crau geweht und verschmutzt diese großflächig.
Auch problematisch ist, dass die Crau durch Straßen vom Umland abgeschnitten, teilweise sogar zerschnitten wird. Dadurch können sich die Tiere in der Crau nicht mehr frei bewegen, und sie werden durch Straßenbau- und Verkehrslärm empfindlich gestört. Außerdem wird beim Bau der Straßen das Taparas zerstört, wobei der Wasserhaushalt entlang der Straßentrasse für immer zerstört ist, auch wenn die Straße nicht mehr genutzt wird.
Probleme für die Tiere ergeben sich auch durch die Jagd. Fallen, die eigentlich gegen Marder und Ratten aufgestellt werden, sind auch gefährlich für die geschützten Tierarten in der Crau.
Auch der Tourismus kann störend sein, vor allem in der Brutsaison. Die gut getarnten Eier bodenbrütender Vögel sind kaum von ihrer Umgebung zu unterscheiden; die Gelege können leicht zertreten werden.

## Naturschutz

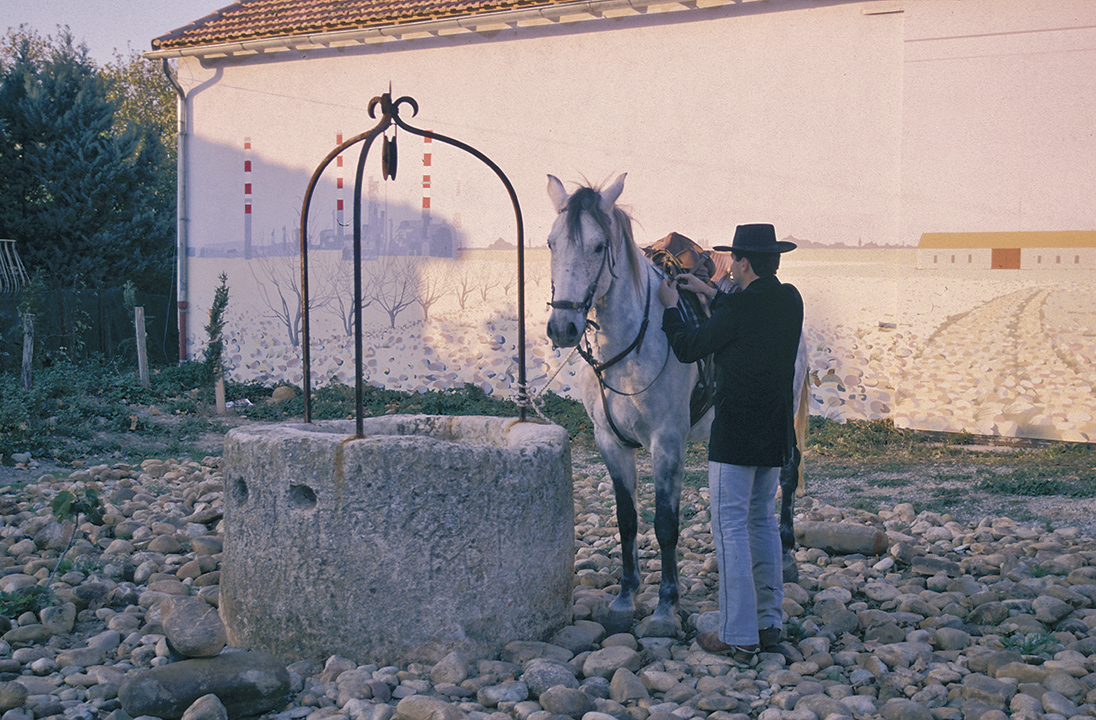
Festreiter vor dem Ecomusée de la Crau in Saint-Martin-de-Crau

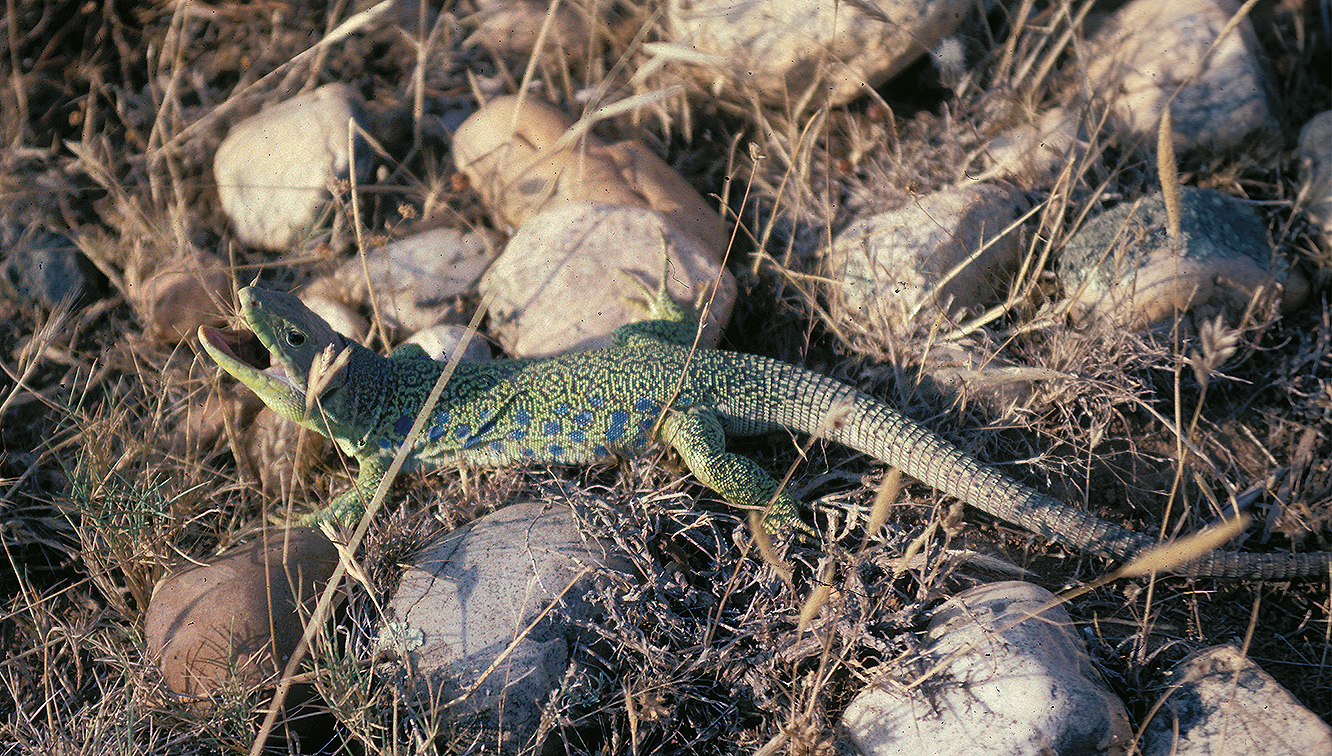
Perleidechse (Timon lepidus) bei Peau de Meau in der Crau

Nach langen Bemühungen verschiedener Institutionen ist die Crau inzwischen unter dem Schutz der UNESCO. Seit 2001 gelten ¾ der noch 10.000 ha großen Restfläche als Reserve naturelle. Die Crau ist wichtig als Durchzugsgebiet für viele Zugvögel und als Lebensraum für gefährdete Arten wie das Spießflughuhn, die Zwergtrappe, den Triel, die Kalanderlerche, den Rötelfalken und die Perleidechse. Das Naturschutzgebiet entstand durch Mithilfe der Spender von Euronatur, Spendern aus Frankreich sowie dem Naturschutzverband vor Ort, dem C.E.E.P. Die Betreuung erfolgt durch den C.E.E.P. und naturverträglich wirtschaftende Landwirte der Region. Die Naturschutzaktivitäten werden vom Écomuseé in Saint-Martin-de-Crau aus koordiniert.
Vermittelt von Euronatur sind Markgröningen in Baden-Württemberg und Saint-Martin-de-Crau 1989 eine der ersten „umweltorientierten“ Städtepartnerschaften eingegangen. In beiden Kommunen gibt es große Naturschutzflächen. Außerdem war Markgröningen wie Saint-Martin-de-Crau einst ein „Mekka“ der regionalen Schäfer. Die Stadtverwaltung Markgröningen hat für Ausflüge rund um die Partnerstadt einen „NatUrlaub“-Reiseführer herausgegeben.